# Гибкость стержня

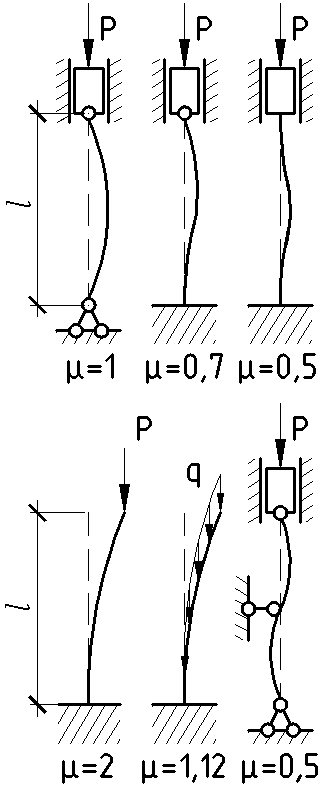
Схемы деформирования и коэффициенты при различных условиях закрепления и способе приложения нагрузки

Гибкость стержня — отношение расчётной длины стержня {\displaystyle l_{0}} к наименьшему радиусу инерции
{\displaystyle i} его поперечного сечения.
{\displaystyle \lambda ={\frac {l_{0}}{i}}}
Это выражение играет важную роль при проверке сжатых стержней на устойчивость. В частности, от гибкости зависит коэффициент продольного изгиба {\displaystyle \phi }. Стержень с большей гибкостью, при прочих неизменных параметрах, имеет более низкую прочность на сжатие и сжатие с изгибом.
Расчётная длина {\displaystyle l_{0}} вычисляется по формуле:
{\displaystyle l_{0}=\mu l}, где
{\displaystyle \mu } — коэффициент, зависящий от условий закрепления стержня, а {\displaystyle l} — геометрическая длина. Расчётная длина также называется приведённой или свободной.
Понятие приведённая длина впервые ввёл Ясинский для обобщения формулы критической силы Эйлера, которую тот выводил для стержня с шарнирно-опертыми концами. Соответственно коэффициент {\displaystyle \mu } равен при шарнирных концах (основной случай) одному, при одном шарнирном, другом защемлённым {\displaystyle \mu =0.7}, при обоих защемлённых концах {\displaystyle \mu =0,5}. Схемы деформирования и коэффициенты {\displaystyle \mu } при различных условиях закрепления и способе приложения нагрузки, изображены на рисунке. Формула Эйлера верна только для элементов большой гибкости, например для стали она применима при гибкостях порядка {\displaystyle \lambda =100} и выше.
При расчетах элементов железобетонных конструкций к гибкости предъявляются требования по её ограничению. Также, в зависимости от гибкости назначается величина армирования.
В расчётах стальных конструкций гибкость имеет наибольшее значение ввиду большой прочности стали с вытекающей из этого формой элементов (длинные, небольшой площади) из-за чего исчерпание несущей способности по устойчивости наступает до исчерпания запаса прочности по материалу.
Отсюда ввод дополнительных терминов:
1. Условная гибкость
2. Приведённая гибкость
3. Предельная гибкость

Существуют формулы для определения гибкости элементов составных сечений.